# Fernando Alarcón
Fernando Ernesto Alarcón León (Santiago, 12 de agosto de 1940) es un actor, periodista y comediante chileno. 
Conocido por sus papeles cómicos en series y programas de humor como Jappening con Ja, además se incursionó como presentador de televisión. 

## Biografía
Realizó su educación secundaria en el Liceo Manuel Barros Borgoño y posteriormente ingresó a la Universidad de Chile donde obtuvo el título profesional de Periodista. Además, se integró a la escuela de teatro de esta misma casa de estudios. 
Junto a sus amigos Jorge Pedreros y Eduardo Ravani comenzaron produciendo programas televisivos como Dingolondango (TVN, 1976-1978), hasta que en 1978, crean el exitoso programa humorístico Jappening con Ja que fue emitido por el Televisión Nacional de Chile y luego Megavisión, durante un lapso total de 26 años (1978-2004), con distintos elencos. En ese icónico programa, Fernando popularizó a personajes como "Canitrot", "Pepito TV", "Ele Jota", "Segismundo Vega", el "Licenciado de la Mora", "Alaraco", y "el Guaripola".
Además ha participado en diversos programas de televisión. Entre otros: Una vez más con Raúl Matas, Para eso estamos, Si se la puede, gana y El Show de Pepito TV (2001) de Canal 13, Siempre contigo (2003) y las miniseries juveniles Don Floro, Xfea2 (2004), Es Cool y Mitú (2005) de Mega, y Buenas noches Chile (2007-2008) de Zona Latina. 
También actuó en la comedia Paola y Miguelito, en donde interpretó a don Cipriano Rojas, tío de "Paolita" que, al morir dejó su propio departamento a ella y a su travieso hijo como herencia. 
Contrajo matrimonio con la periodista chilena Gemma Contreras y son padres de dos hijos.

## Filmografía

### Telenovelas
- De cara al mañana (TVN, 1982) - Carlos Alberto Garrido
- Bellas y audaces (TVN, 1988) - Cameo
- Don Floro (Mega, 2004) - Florencio Díaz "Don Floro"
- Xfea2 (Mega, 2004) - Renato Vercucci
- Es cool (Mega, 2005) - Antonio Guerrero
- Mitú (Mega, 2005) - Eduardo Yávar
- Amores de Calle (TVN, 2010) - Don Juan
- Vampiras (CHV, 2011) - Vladimir Davivenco/Alejandro Romanov

### Cine
- Talca, París y Londres (2017) - El Profe

### Programas de televisión
- Dingolondango (TVN, 1976-1978), productor
- Jappening con Ja (TVN - Mega, 1978-1981, 1983-1989 y 2003-2004) - Productor y actor: varios personajes (los más recordados: "Ricardo Canitrot" en la famosa y legendaria sección "La Oficina"; y "Pepito TV").
- La Oficina (Teleonce, 1982) - Actor (Personificando a "Ricardo Canitrot")
- Para eso estamos (Canal 13, 1993-2000) - Presentador
- Una Vez Más (Canal 13, 1990-1996) - Coanimador
- Sábado gigante internacional (Canal 13, 1990-2002) - Actor: (varios personajes en varios sketch)
- Tuti Cuanti (Canal 13, 1995-1997) - Presentador y actor
- Café de noche (Canal 13, 1997) - Coanimador
- Juntos se pasa mejor (Canal 13, 1998) - Presentador
- La mañana del 13 (Canal 13, 1999-2001) actor
- A la suerte de la olla (Canal 13, 2001) - Actor.
- El show de Pepito TV (Canal 13, 2001) - Presentador (Personificando a "Pepito TV")
- Si se la puede, gana (Canal 13, 1998-2002) - Presentador/Reportero familiar
- El Almacén (UCV TV, 2011) - Actor[2]
- Dudo (Canal 13C, 2013) - Invitado
- Paola y Miguelito: la serie (Mega, 2022) - Actor

### Radio
- Gino del Cuore (Radio Corazon, 1997-2001) - Presentador (Personificando al mismo nombre del programa)
- Al pie de la Vaca (Radio Corazon, 1997-2001) - Presentador (Personificando a "Segismundo Vega")

## Premios
- 2014, Premio Nacional de Humor de Chile